# 호시카와 게이
호시카와 게이(일본어: 星川 敬, 1976년 5월 29일~)는 일본의 축구 선수, 지도자이다.

## 구단 경력
1995년 J1리그의 베르디 가와사키에 입단하였다. 1996년후 현역 은퇴.

## 지도자 경력
은퇴 후에는 닛테레 벨레자, INAC 고베 레오네사의 감독를 거쳐, 2022년부터 2023년까지 YSCC 요코하마에서 감독을 맡았다. 2024년 8월 이와테 그루자 모리오카의 감독으로 취임하였다.